# Asystasia ammophila
Asystasia ammophila är en akantusväxtart som beskrevs av K. Ensermu. Asystasia ammophila ingår i släktet Asystasia och familjen akantusväxter. Inga underarter finns listade i Catalogue of Life.